# Catedral de Leiría
La catedral de Leiría es una iglesia católica edificada en el centro de la ciudad de Leiría, en Portugal.

## Historia
La iglesia fue construida entre 1550 y 1574, según un proyecto del arquitecto Afonso Álvares. La ciudad había sido elevada a diócesis en 1545, gracias a una petición de Juan III al papa Pablo III, y las iglesias de Nuestra Señora da Pena y de San Pedro eran demasiado pequeñas para la población, haciéndose necesaria la construcción de una nueva iglesia adecuada para la nueva dignidad. La primera piedra fue colocada el 1 de agosto de 1550, convirtiéndose en uno de los más importantes edificios del Renacimiento tardío de Portugal. Pertenece a la diócesis de Leiría-Fátima.

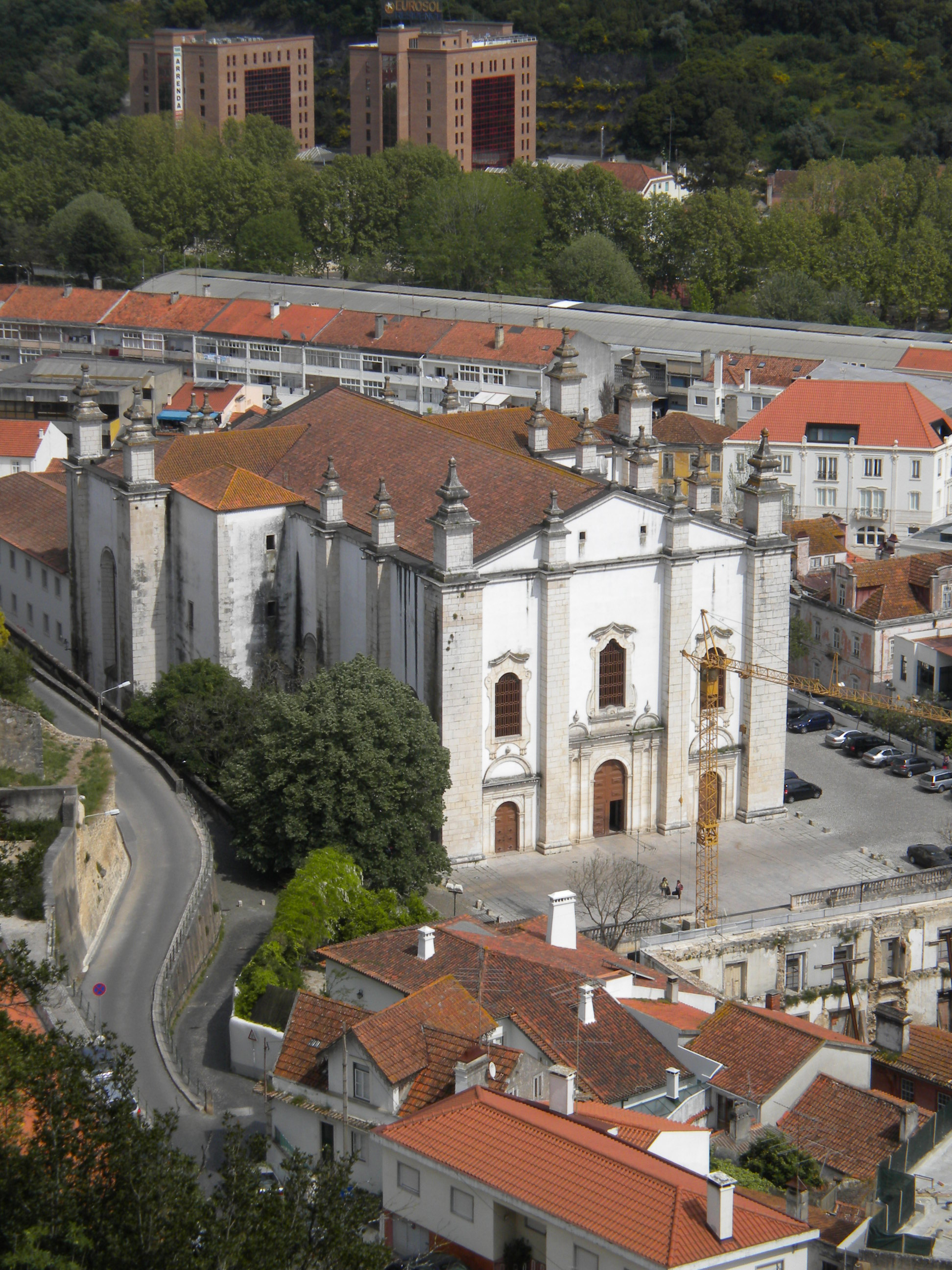
Vista desde el castillo.

El edificio fue alterado posteriormente de sucesivas etapas, según el gusto de los obispos de la diócesis. La catedral fue parcialmente destruida en el terremoto de Lisboa de 1755, por lo que se realizaron reformas que le dieron el robusto aspecto actual. De la construcción original, en la fachada frontal, apenas quedan 3 paneles en la entrada, dos de los cuales corresponden al central o mayor. El edificio también sufrió daños durante las invasiones francesas: en 1811, las tropas francesas le prendieron fuego, destruyendo gran parte de su decoración interior.

## Descripción
La catedral combina los estilos manierista y barroco, por lo que la fachada tiene una apariencia pesada y fría, y el interior es simple, con dos series de pilares grandes y robustos, tres naves decoradas con bóvedas, acentuando la sobriedad y la armonía de la construcción, influida por la Contrarreforma.
De la inexistencia de ornamentos y la grandilocuencia espacial de las naves, surgen en oposición las tres capillas rectangulares, con retablos renacentistas. Destaca la capilla mayor, realizada por Baltasar Álvares y fray João Torriano: su altar contiene una talla dorada y paneles pintados por Simão Rodrigues, realizados entre 1605 y 1615, además de dos tribunas del siglo XVII colocadas a ambos lados. La capilla del baptisterio, en la nave lateral izquierda, de estilo barroco, posee una pila bautismal monolítica. En las capillas se encuentras diversas lápidas, algunas, en la nave lateral derecha, realizadas por Ernesto Korrodi.
Detrás de la catedral, al este, se encuentra el claustro, constituido por tres galerías y un austero patio interior, realizado en piedra, en el que hay un pozo. La sacristía, situada en una galería lateral a la derecha del claustro, está decorada con azulejos del siglo XVII y tiene una fuente de mármol. Delante de la catedral se encuentra un gran atrio, con una escalera ondulada, que fue mandada construir en 1603-1604 por el obispo Pedro de Castilho, que también mandó construir los claustros. La catedral es una de las pocas en Portugal en las que la torre campanario está separada del edificio principal.
A la izquierda del edificio se encuentran tres arcos, de los que, según una leyenda, uno fue usado por un rico hombre de la ciudad para esconder sus posesiones, estando en los otros dos la enfermedad y el hambre, por lo que nadie se atrevería a buscar las riquezas, por desconocer cual de los arcos oculta las riquezas.